# Волковщина (Минский район)
Волковщина (бел. Во́ўкаўшчына) — деревня в Минском районе Минской области Республики Беларусь. В составе Шершунского сельсовета.

## География
Пролегает дорога Н8972.
Ближайшие населённые пункты Косачи и Сады.

## История
В 1909 году в Белоручской волости Минского уезда Минской губернии.

## Население

### Численность
- 2012 год — 1 человек

### Динамика
- 1909 год — 118 человек, 22 двора[2]
- 1999 год — 10 человек (перепись населения)
- 2009 год — 4 человек (перепись населения)[2]